# Aleksandar Berković
Aleksandar Berković (Neuzina pokraj Zrenjanina, 9. travnja 1859. – Temišvar, 1937.), hrvatski svećenik i narodni prosvjetitelj.
Doktorirao je teologiju u Beču te bio profesor na bogosloviji u Temišvaru, a potom župnik u mješovitim i hrvatskim mjestima u rumunjskom Banatu. Podizao je hrvatsku nacionalnu svijest, a vjerske obrede obavljao je na hrvatskom jeziku.